# سلطنة يافع السفلى

سلطنة يافع السفلى أو السلطنة العفيفية (بنو قاصد) هي إحدى كيانات محمية عدن البريطانية، تتكون منطقة يافع السفلى من عدة مشايخ وهي الكلدي، اليهري، الناخبي، السعدي واليزيدي والتي تضم كلاً من البراشي والحِبشي واليافعي. 
كان حكام سلطنة يافع السفلى من سلالة عائلة العفيفي وعاصمتهم يافع جعار، آخر سلاطينها محمود بن عيدروس بن محسن العفيفي، حيث تم خلعه عندما ألغيت السلطنة في عام 1967 عند تأسيس جمهورية اليمن الديمقراطية الشعبية التي هي الآن جزء من الجمهورية اليمنية.

## سلاطينها

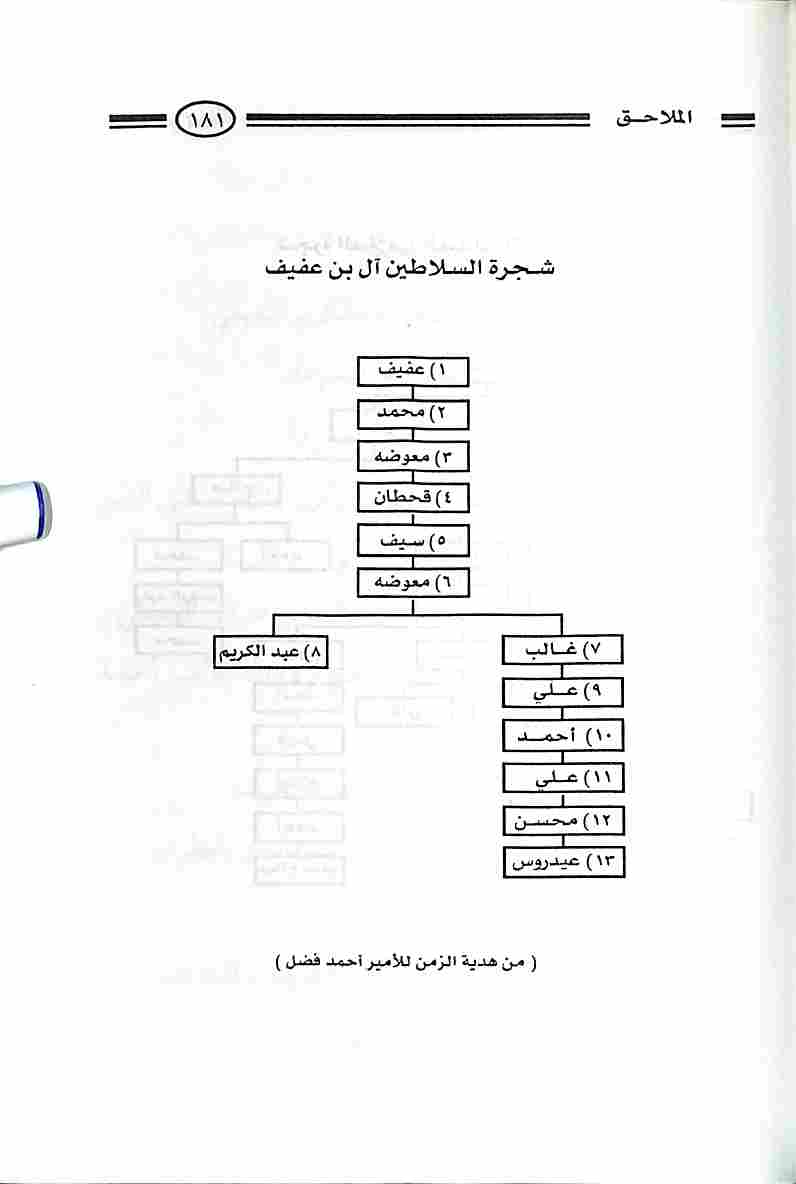
شجرة لعائلة ال عفيف

| الرقم | السلطان            | بداية الحكم | نهاية الحكم |
| ----- | ------------------ | ----------- | ----------- |
| 1     | عفيف               | -           | -           |
| 2     | قحطان بن عفيف      | -           | -           |
| 3     | سيف بن قحطان       | -           | -           |
| 4     | معوضة بن سيف       | -           | -           |
| 5     | غالب بن معوضة      | -           | -           |
| 6     | عبد الكريم بن غالب | -           | -           |
| 7     | علي بن غالب        | -           | 1841        |
| 8     | أحمد بن علي        | 1841        | 1873        |
| 9     | علي بن أحمد        | 1873        | 1885        |
| 10    | محسن بن محمد       | 1885        | 1891        |
| 11    | أحمد بن علي        | 1891        | 1893        |
| 12    | أبو بكر بن سيف     | 1893        | 1899        |
| 13    | عبد الله بن محسن   | 1899        | 1916        |
| 14    | محسن بن علي        | 1916        | 1925        |
| 15    | عيدروس بن محسن     | 1925        | 1954        |
| 16    | محمد بن عيدروس     | 1954        | 1967        |
| 17    | محمود بن عيدروس    | 1967        | 1967        |

ثم ألغيت السلطنة عند تأسيس جمهورية اليمن الجنوبي

## قبيلة يافع
يافع هي واحدة من أكبر القبائل العربية وتنقسم إلى 10 فروع أو مشيخات خمسة منها تقع في يافع السفلى والخمس الأخرى في يافع العليا، ثم تنقسم هذه المشيخات على العديد من الفروع الصغيرة والأسر الممتدة. منهم اسره حسين علي صالح عبدالرحمن سعيد العفيفي 